# Jagtial
Jagtial är en stad i den indiska delstaten Telangana, och tillhör distriktet Karimnagar. Folkmängden uppgick till 96 460 invånare vid folkräkningen 2011, med förorter 103 930 invånare.